# Comuna Pomi, Satu Mare
Pomi (în maghiară: Remetemező) este o comună în județul Satu Mare, Transilvania, România, formată din satele Aciua, Bicău, Borlești și Pomi (reședința). Comuna este străbătută de râul Someș.

## Istoric
După anul 900 zona în care se află comuna Pomi a făcut parte din voievodatul condus de Menumorut, care se întindea între Mureș și Someș.
După anul 1200 zona a făcut parte din comitatul Satu-Mare, condus de urmașii lui Dragoș din Maramureș.
În Evul Mediu satele comunei au gravitat din punct de vedere economic, politic și militar între districtele menționate în secolul al XIII-lea, Ardud și Medieșu Aurit.
În anii 1848 - 1849 documentele arată ample mișcări în zonă, care au avut loc în timpul luptelor dintre români, sași, secui și maghiari, când românii doreau să-și revendice drepturile asupra pământurilor.
Un document emis de la Borlești pe data de 10 noiembrie 1918 (Arhivele Naționale, Jud. Maramures) reprezintă Procesul-verbal al adunării de constituire a Consiliului Național Român comunal Borlești. Prin acesta se manifestă dorința neclintită pentru unire. De atunci comuna Pomi a făcut parte din România, mai puțin din anul 1940 până la sfârșitul celui de Al doilea Război Mondial.

## Demografie
Componența etnică a comunei Pomi
     Români (87,45%)
     Romi (4,39%)
     Alte etnii (0,31%)
     Necunoscută (7,85%)
Componența confesională a comunei Pomi
     Ortodocși (76,81%)
     Greco-catolici (6,97%)
     Penticostali (5,53%)
     Alte religii (2,79%)
     Necunoscută (7,9%)
Conform recensământului efectuat în 2021, populația comunei Pomi se ridică la 1.936 de locuitori, în scădere față de recensământul anterior din 2011, când fuseseră înregistrați 2.182 de locuitori. Majoritatea locuitorilor sunt români (87,45%), cu o minoritate de romi (4,39%), iar pentru 7,85% nu se cunoaște apartenența etnică. Din punct de vedere confesional, majoritatea locuitorilor sunt ortodocși (76,81%), cu minorități de greco-catolici (6,97%) și penticostali (5,53%), iar pentru 7,9% nu se cunoaște apartenența confesională.

## Politică și administrație
Comuna Pomi este administrată de un primar și un consiliu local compus din 11 consilieri. Primarul, Cosmin-Ionel Krișan[*], de la Partidul Social Democrat, este în funcție din octombrie 2020. Începând cu alegerile locale din 2024, consiliul local are următoarea componență pe partide politice:
|  | Partid                          | Consilieri | Componența Consiliului | Componența Consiliului | Componența Consiliului | Componența Consiliului | Componența Consiliului | Componența Consiliului |
|  | ------------------------------- | ---------- | ---------------------- | ---------------------- | ---------------------- | ---------------------- | ---------------------- | ---------------------- |
|  | Partidul Social Democrat        | 6          |                        |                        |                        |                        |                        |                        |
|  | Partidul Național Liberal       | 2          |                        |                        |                        |                        |                        |                        |
|  | Uniunea Salvați România         | 1          |                        |                        |                        |                        |                        |                        |
|  | Alianța pentru Unirea Românilor | 1          |                        |                        |                        |                        |                        |                        |
|  | Baban Dorel                     | 1          |                        |                        |                        |                        |                        |                        |

## Atracții turistice
- Rezervația naturală Pădurea Runc (68,50 ha)